# Patata di Bologna
Pour les articles homonymes, voir Bologna (homonymie).
La Patata di Bologna (en français : pomme de terre de Bologne) est une production traditionnelle de pommes de terre, appartenant à la variété 'Primura', cultivée dans la province de Bologne en Émilie-Romagne (Italie).
Depuis le 18 mars 2010, la dénomination Patata di Bologna est protégée au niveau européen par une appellation d'origine protégée (AOP).

## Histoire
La culture de la pomme de terre en Émilie est attestée depuis le XVIIe siècle dans l'œuvre de Pietro Maria Bignami qui écrivit spécialement sur ce sujet.
L'idée d'une appellation protégée est née en 2002 chez les organisations de producteurs, qui créent la même année le Consorzio Patata di Bologna DOP, consortium qui prend la suite de l'ancien   Consorzio per la Patata Tipica di Bologna. Cet organisme, dont le siège est à Villanova di Castenaso, comprend deux syndicats de producteurs et quelques producteurs isolés, cinq coopératives agricoles et quinze commerçants privés.
À titre transitoire, une protection au niveau national a été instaurée par décret MIPAF pour la variété 'Primura', la plus cultivée dans la région,  à partir du 15 juin 2004.
La demande d'appellation d'origine protégée est enregistrée par les services de la commission européenne le 15 juin 2004, puis l'appellation est confirmée définitivement en 2010.

## Zone de production
L'aire de culture, comprise entre les rivières Sillaro et Reno, couvre les communes de Budrio, Castenaso, Ozzano dell'Emilia, San Lazzaro di Savena, Castel San Pietro Terme, Medicina, Castel Guelfo di Bologna, Molinella, Baricella, Minerbio, Granarolo dell'Emilia, San Giovanni in Persiceto et Crevalcore.
Actuellement, la production s'obtient de la variété 'Primura', cultivée dans des terrains bonifiés de piémont collinaire ou de plaine, typiques de la province de Bologne, riches de sédiments alluvionnaires et en potassium.

## Caractéristiques du tubercule
La variété 'Primura' est une obtention néerlandaise issue du croisement en 1961 des variétés 'Sirtema' et 'Majestic'. C'est une variété précoce, à peau jaune, lisse, aux yeux superficiels, à chair blanche à jaune paille. Les tubercules sont de grande taille, de forme oblongue à ovale. La chair, à faible teneur en matière sèche, se tient bien à la cuisson.

## Utilisation
C'est une pomme de terre dite à « chair ferme », qui est particulièrement adaptée à l'utilisation en frais. Son utilisation est des plus variées, depuis la préparation des gnocchis à la purée, aux beignets, jusqu'à la consommation en frais, bouillie ou frite.